# Wellmann György
Wellmann György (Nagyvárad, 1946. április 15. –) Aase-díjas magyar színész, a Hevesi Sándor Színház örökös tagja.

## Életpályája
Nagyváradon született, 1946. április 15-én. Marosvásárhelyen, a  Szentgyörgyi István Színművészeti Főiskolán színészként diplomázott 1971-ben. Pályáját a Nagyváradi Színházban kezdte. 1982-ben Magyarországra települt, és a debreceni Csokonai Színház tagja lett. 1985-től a zalaegerszegi Hevesi Sándor Színház művésze. 2009-ben Aase-díjat kapott.

## Fontosabb színházi szerepei
- Henrik Ibsen: Kísértetek.... Osvald
- Szép Ernő: Lila ákác.... Bizonyos nagyságos úr
- Szép Ernő: Vőlegény.... Fater
- Móricz Zsigmond: Fortunatus.... Salamon
- Móricz Zsigmond: Légy jó mindhalálig.... Gyéres, osztályfőnök
- Vörösmarty Mihály: Csongor és Tünde.... Duzzogh; Kalmár
- Johann Nestroy: Lumpáciusz Vagabundusz.... Csiríz
- Georges Feydeau: Bolha a fülbe.... Romain Tournel
- Georges Feydeau: Fel is út, le is út.... Bouzin
- Georges Feydeau: A hülyéje.... Gérome
- Kálmán Imre: A montmartre-i ibolya.... Frascatti, hadügyminiszter
- Kálmán Imre: Csárdáskirálynő.... Leopold Mária Lippert
- Kálmán Imre: Marica grófnő.... Mihály, öreg huszár
- Trevor Griffiths: Komédiások.... Sammy Samuels
- Teleki László: Kegyenc.... Szenátor
- William Shakespeare: Lear király.... Alban hercege
- William Shakespeare: Sok hűhó semmiért.... Leonato
- William Shakespeare: Macbeth.... Cathness, százados
- William Shakespeare: Makrancos hölgy, avagy a személyiség megzabolázása.... Tudós
- A windsori víg nők: A windsori víg nők.... Vilmos, Page fia
- Bródy Sándor: A tanítónő.... Tanító
- Békeffi István – Stella Adorján: Janika.... Polgár Elemér, Gizi apja
- Szigligeti Ede: Liliomfi.... Kányai, fogadós
- Schönthan fivérek – Kellér Dezső: A szabin nők elrablása.... Raposa Bogdán, brassói borkereskedő
- Eisemann Mihály: Én és a kisöcsém.... Zolestyák
- Mihail Sebastian: Névtelen csillag.... Udrea
- Hervé: Nebáncsvirág.... Loriot
- Ion Luca Caragiale: Zűrzavaros éjszaka.... Tuskó Döme
- Bereményi Géza: Az arany ára.... Berci
- Bereményi Géza: Shakespeare királynője.... Standen, idős nemes; I. Polgár
- Alfonso Paso: Ön is lehet gyilkos.... Caballo felügyelő
- Békés Pál: Pincejáték...Vlagyimir, szovjet katona
- Tömöry Péter: Vőlegényfogó.... Czebre
- Sue Townsend – Ken Howard – Alan Blaikley: A 13 és 3/4 éves Adrian Mole titkos naplója.... Iskola igazgató
- Ariano Suassuna: A kutya testamentuma.... Juan atya
- Johann Wolfgang von Goethe: Egmont.... Soest, szatócs
- Kiss Irén: Mayerlingi fondorlatok.... Katonaorvos; ismeretlen férfi; apát
- Jaroslav Hašek: Svejk.... Bárónő Breitschneider Grünstein, Bernis hadbíró; Schrőder ezredes; Tábornok
- Alekszandr Iszajevics Szolzsenyicin: A kopasz és a lágerkurva avagy /A munka köztársasága/.... Griska Csegenyov, fogoly, vasöntő munkás
- John Steinbeck: Egerek és emberek.... Carlson
- Molière: Scapin furfangjai.... Géronte
- Peter Shafer: Equus.... Frank Strang, Alan édesapja
- Klaus Mann – Ariane Mnouchkine: Mefisto.... Alex
- Lázár Ervin: Dömdödöm.... Kisfejű Nagyfejű Zordonbordon
- Sarkadi Imre: Kőműves Kelemen.... Máté
- Sarkadi Imre: Az ötödik pecsét.... Férfi
- Neil Simon: Ilyen nincs!.... Welch, rendőr
- Illés Endre – Vas István: Trisztán.... Aguynguerran, a gyáva lovag
- Horace McCoy: Kalifornia Blues.... Harry
- Joseph Stein – John Kander – Fred Ebb: Zorba.... Mavrodani, a falu elöljárója
- Aldous Huxley: A Mona Lisa mosoly (Tea rózsával).... A tábornok
- Ken Kesey – Dale Wassermann: Kakukkfészek.... Scanlon
- Reginald Rose: Tizenkét dühös ember.... 6. esküdt
- Plautus: A hetvenkedő katona.... Artotrogus, Pyrgopolinices élősdije
- Molnár Ferenc – Kocsák Tibor – Miklós Tibor: A vörös malom.... Öreg szolga
- Molnár Ferenc: A Pál utcai fiúk.... Janó
- Edmond Rostand: Cyrano de Bergerac.... Apa
- Bertolt Brecht: Kurázsi mama és gyermekei.... Pap
- Vámos Miklós: Vegyes páros.... Kornis
- Joseph Stein: Hegedűs a háztetőn.... Lázár Wolf, mészáros
- Tamási Áron: Énekes madár.... Katolikus pap
- Heinrich Böll – Bereményi Géza: Katharina Blum elvesztett tisztessége.... Konrad Beiters, Else élettársa
- Arthur Miller: A salemi boszorkányok.... Giles Corey
- Oscar Wilde: Bunbury.... Dr. Chasuble, kannonok
- Carlo Goldoni: Mirandolina.... Forlipopoli, őrgróf
- Nagy Ignác: Tisztújítás.... Schnaps, fogadós
- Alex Koenigsmark: Agyő, kedvesem!.... Stepánek, dobos, 5 gyerek apja
- Zágon István – Nóti Károly – Eisemann Mihály: Hippolyt, a lakáj.... Schneider Mátyás
- Friedrich Schiller: Az orleansi szűz.... Thibauta, az apja
- Várkonyi Mátyás: Ifipark.... Öreg Jamesz, Kajnár
- Rideg Sándor: Indul a bakterház.... Patás
- Ábrahám Pál – Szilágyi László – Kellér Dezső: 3:1 a szerelem javára.... Bence
- Madách Imre: Az ember tragédiája.... Therszitész, Patriarcha, Korcsmáros, Az aggastyán
- Szabó Magda: Régimódi történet.... Dudek Ferdinánd
- Huszka Jenő – Martos Ferenc: Bob Herceg.... Pompónius udvarmester, a herceg nevelője
- Huszka Jenő – Martos Ferenc: Gül Baba.... Gül Baba
- Horváth Károly – Tömöry Péter: Canterbury mesék.... Ács, később Asztalos, Étekfogó
- Aldo Nicolai: Hárman a padon.... Lapaglia Luigi
- Ken Ludwig: Botrány az operában.... Sanders, színházigazgató, Maggie apja
- Ken Ludwig: Primadonnák.... Doki
- Nyikolaj Vasziljevics Gogol: A revizor.... Pjotr Ivanovics Dobcsinszkij (birtokos)
- Dés László – Nemes István – Böhm György – Korcsmáros György – Horváth Péter: Valahol Európában.... Egyenruhás
- Dobozy Imre – Ránki György – Garai Gábor – Vajda Anikó – Vajda Katalin: Villa Negra.... Apa
- Anton Pavlovics Csehov: Cseresznyéskert.... Firsz (öreg ina
- Hamvai Kornél: Szigliget...Boncz Kálmán (író)
- Walter Bobbie – Tom Snow – Dean Pitchford: Footloose.... Harry Clark igazgató
- Egressy Zoltán: Fafeye, a tenger ész.... Zöldséges
- Szálinger Balázs: Köztársaság.... Propraetor (kis-ázsiai tisztviselő)
- Pierre-Augustin Caron de Beaumarchais: Figaro házassága.... Antonio (kertész, Susana nagybátyja)
- Alexandre Dumas – Jean-Paul Sartre: Kean, a színész.... Salomon (súgó)
- Tasnádi István: Közellenség.... Sintér
- Tamási Áron: Csalóka szivárvány.... Homály
- Turbuly Lilla: Nekünk nyolc?.... Lajos bácsi
- Szakonyi Károly – Karinthy Frigyes: Tanár úr kérem.... Fröhlich tanár úr
- Sánta Ferenc: Az ötödik pecsét.... Férfi
- Mikszáth Kálmán: Szent Péter esernyője.... Szent Péter
- Agatha Christie: ...És már senki sem!.... Fred Narracott
- Moravetz Levente – Balásy Szabolcs: Zrínyi 1566.... Novák János, hadnagy
- Örkény István: Tóték.... Tomaji plébános
- Jókai Mór – Böhm György – Korcsmáros György – Tolcsvay Béla – Tolcsvay László: A kőszívű ember fiai.... Pál úr
- Dés László – Nemes István – Koltai Róbert – Nógrádi Gábor: Sose halunk meg.... Deutch bácsi
- Szakcsi Lakatos Béla – Csemer Géza: Cigánykerék... Czinder Mókus, parkőr
- Rákosi Viktor – Nemlaha György: Elnémult harangok... Zágoni Albert, főispán
- Szüle Mihály – Harmath Imre – Walter László: Egy bolond százat csinál... Lokáltulajdonos
- Mikszáth Kálmán: A Noszty fiú esete Tóth Marival... Krackner báró
- Bacsó Péter – Hamvai Kornél: A tanú... Rab
- Hunyady Sándor: A három sárkány... Feri bácsi

## Filmek, tv
- Ördögölő Józsiás (színházi előadás tv-felvétele)
- Bereményi Géza: Az arany ára (színházi előadás tv-felvétele)
- Rideg Sándor: Indul a bakterház (színházi előadás tv-felvétele)
- Szép karácsony szép zöld fája
- Komédiások (tv-sorozat)
- A temetetlen halott
- Vadászat angolokra
- Régimódi történet (tv-sorozat)
- Sánta Ferenc: Az ötödik pecsét (színházi előadás tv-felvétele)
- Mikszáth Kálmán: Szent Péter esernyője (színházi előadás tv-felvétele)

## Önálló est
- Mécsfény (Arany János és  Petőfi Sándor levelezése)
- Reménységnek és tulipánnak (József Attila est)

## Díjak, elismerések
- Színházi nívódíjak
- Forgács-gyűrű (1993)
- XVIII. Országos Színházi Találkozón a legjobb epizódalakítás díja (1999)
- Színházbarátok Köre-díja (2001)
- Közönség-díj (2002)
- Aase-díj (2009)
- Zalai Príma Primissima Díj (2011)
- A Hevesi Sándor Színház örökös tagja (2022)[1]